# Alvaro Tarallo
L'agente Alvaro Tarallo è un personaggio fittizio, creato da Steno e Michele Massimo Tarantini, interpretato da Alvaro Vitali e apparso nella saga cinematografica La poliziotta, costituita dai film La poliziotta (1974), La poliziotta fa carriera (1976), La poliziotta della squadra del buon costume (1979) e La poliziotta a New York (1981). Nel primo film si chiamava Alvaro Fantuzzi.

## Biografia
Alvaro Tarallo è un agente di Polizia di Stato, molto imbranato, ma fa funzionare gli oggetti dove il commissario non riesce e chiede sempre il suo aiuto (ad esempio l'accendisigari o il telefono). Viene sempre picchiato o insultato dal commissario per ovvi motivi.
Nel primo film è chiamato Alvaro Fantuzzi, dal secondo film prese l'attuale nome.

## Filmografia
1. La poliziotta (1974)
2. La poliziotta fa carriera (1976)
3. La poliziotta della squadra del buon costume (1979)
4. La poliziotta a New York (1981)